# Liste der Physikalischen Gesellschaften
Physikalische Gesellschaften sind Zusammenschlüsse von Physikern und Physikinteressierten zur Förderung der Physik und insbesondere des wissenschaftlichen Austausches untereinander.

## Supranational
- International Union of Pure and Applied Physics

## Europa
Die physikalischen Gesellschaften Europas sind in der European Physical Society (EPS) zusammengeschlossen.
Die deutschsprachigen Gesellschaften sind
- Deutsche Physikalische Gesellschaft
- Physikalische Gesellschaft der DDR (bis 1990)
- Österreichische Physikalische Gesellschaft
- Schweizerische Physikalische Gesellschaft
- Liechtensteinische Physikalische Gesellschaft

Weitere nationale Gesellschaften in Europa sind
- Société Belge de Physique/Belgische Natuurkundige Vereniging/Belgische Physikalische Gesellschaft (Belgien)
- Dansk Fysisk Selskab (Dänemark)
- Institute of Physics, früher Physical Society of London (England)
- Suomen Fyysikkoseura (Finnland)
- Société française de physique (Frankreich)
- Società Italiana di Fisica (Italien)
- Nederlandse Natuurkundige Vereniging (Niederlande)
- Norsk Fysisk Selskap (Norwegen)
- Polskie Towarzystwo Fizyczne (Polen)
- Sociedade Portuguesa de Fisica (Portugal)
- Svenska Fysikersamfundet (Schweden)
- Slovenská fyzikálna spoloènos (Slowakei)
- Real Sociedad Española de Física (Spanien)
- Česká fyzikální společnost (Tschechische Republik)
- Eötvös Loránd Fizikai Társulat (Ungarn)

## Amerika
- American Physical Society
- Canadian Association of Physicists/Association canadienne des physiciens
- Sociedad Mexicana de Física

## Asien
- Chinesische Physikalische Gesellschaft
- Koreanische Physikalische Gesellschaft
- Japanische Physikalische Gesellschaft
- Japanese Society for Applied Physics (Japanische Physikalische Gesellschaft)